# Renaud Cyr
Renaud Cyr, né en 1931 et mort le 27 février 1998, est un chef de cuisine québécois,, qui a notamment donné son nom au prix Renaud-Cyr.
Normand Laprise affirme à son égard : « C'est grâce à lui que les chefs ont arrêté de chialer contre la mauvaise qualité des produits d'ici. Ils sont allés dans les fermes, dans les champs, rencontrer les producteurs pour créer avec eux des produits de qualité ».
Chef propriétaire du manoir des Érables à Montmagny (Québec) de 1975 a 1993.
Il est le père de la femme politique Manon Cyr. 